# LCVP

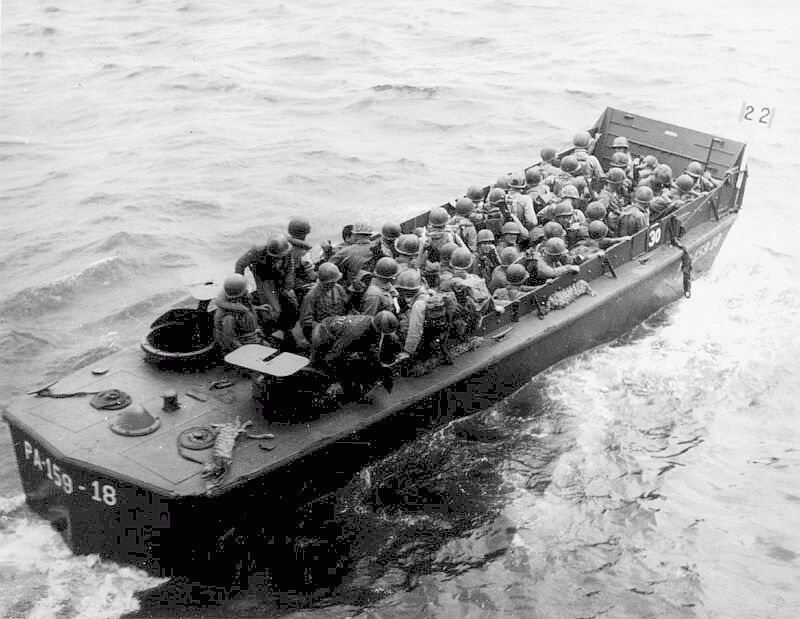
LCVP 18 van de USS Darke (APA-159) (april 1945)

De Landing Craft, Vehicle, Personnel (LCVP), ook wel  Higgins boat genoemd, is een landingsvaartuig dat vooral tijdens de Tweede Wereldoorlog veel werd ingezet. 
Het voertuig is ontworpen door de Amerikaan Andrew Higgins. Hij baseerde zijn ontwerp op boten die werden gebruikt bij missies in moerasachtige gebieden. De United States Marine Corps toonde interesse in zijn ontwerp omdat ze al langere tijd op zoek was naar geschiktere vaartuigen voor landingen, en hun eigen ontwerpbureau niet aan de wensen kon voldoen. Bij testen in 1938 bleek Higgins’ model aan alle verwachtingen te voldoen. 
In totaal werden er 20.000 exemplaren van de LCVP gebouwd door Higgins Industries en licentiehouders. LCVP’s werden doorgaans gemaakt van multiplex. De boten konden 36 mensen vervoeren en snelheden van 9 knopen (17 kilometer per uur) halen. De boeg van de boot kan neer worden gelaten als laadklep.
Commandant Dwight Eisenhower noemde de LCVP cruciaal voor de geallieerde landing in Normandië, Afrika en Italië. 
Vandaag de dag zijn er nog maar een handvol LCVP’s over, en deze zijn in de loop der jaren aangepast om ze geschikt te maken voor andere doeleinden. Een replica gebouwd in de jaren 90 staat in het National World War II Museum in New Orleans. Een originele LCVP die is aangetroffen in Vierville-sur-Mer,  Normandië, wordt door de North Carolina Maritime Museum opgeknapt voor het First Division Museum in Cantigny Park. 

## Herdenkingsmonumenten
- Het Andrew Jackson Higgins National Memorial opgericht in het Pawnee Park in Columbus, Nebraska. De ontwerper was namelijk op 28 augustus 1886 geboren in Columbus.
- Het Higgins Boat Monument, een replica van de LCVP op ware grootte vlak bij het Utah Beach museum.